# Christiane Weber (Fechterin)
Christiane Weber (* 17. März 1962 in Mülheim an der Ruhr) ist eine ehemalige deutsche Florettfechterin, deutsche Meisterin und zweifache Olympiasiegerin.

## Leben
Weber wohnte ab 1969 in Dillingen/Saar, wo sie auch das Gymnasium besuchte. Anschließend studierte sie Medizin an der Goethe-Universität in Frankfurt am Main. Sie war mit Achim Bellmann verheiratet, aus der Ehe entstammen zwei Kinder. Sie wohnt heute in Leverkusen und ist Fachärztin für Chirurgie in einem Krankenhaus in Langenfeld.

## Erfolge
1981 wurde Weber in Lausanne Juniorenvizeweltmeisterin und gewann mit der Mannschaft die Silbermedaille bei den Weltmeisterschaften in Clermont-Ferrand. Im folgenden Jahr gewann sie bei den Weltmeisterschaften in Rom eine Bronzemedaille mit der Florett-Mannschaft. 1983 erfocht Weber bei den Weltmeisterschaften in Wien erneut eine Silbermedaille mit der Mannschaft.
Ihre erste olympische Goldmedaille gewann Weber bei den Olympischen Spielen 1984 in Los Angeles mit der Florett-Mannschaft, zudem wurde sie im Einzel Neunzehnte. 1985 wurde sie Deutsche Meisterin im Einzel und mit der Offenbacher Damenflorett-Mannschaft. 1986 gewann sie den Weltcup und trat wieder mit der Mannschaft bei den Weltmeisterschaften in Sofia an, wo sie eine Bronzemedaille gewann. Ihre zweite olympische Goldmedaille erfocht Weber bei den Spielen 1988 in Seoul.